# Burkesville
Burkesville är administrativ huvudort i  Cumberland County i den amerikanska delstaten Kentucky. År 2000 hade orten 1 756 invånare. Den har enligt United States Census Bureau en area på 7,4 km², allt är land.